# Werner Widder
Werner Widder (ur. 10 lipca 1944 w Braniewie w Prusach Wschodnich) – niemiecki generał dywizji w stanie spoczynku. Od 1 października 1997 do 31 marca 1998 dowódca 5 Dywizji Pancernej w Diez, od 1 kwietnia 1998 do 31 marca 2001 dowódca 13 Dywizji Grenadierów Pancernych w Lipsku. Od 31 marca 2001 do 22 września 2003 był szefem biura wojskowego w Kolonii. Było to jego ostatnie stanowisko służbowe.
W 1967 wstąpił w związek małżeński z Sigrid z domu Vordemberge. Z tego małżeństwa narodziło się dwoje dzieci Katja i Stefan.

## Publikacje
- Auftragstaktik and Innere Führung. Trademarks of German Generalship. In: Military Review, Band 82 (2002), Heft 5 (September-October), S. 3–9. (Online als PDF, 654 KB)